# 民宿認證
民宿認證，為對合法的民宿提供一項評鑑標準，有別於旅館，不講究豪華設備及標準服務，特別著重在民宿主人是否了解當地的人文、歷史等在地文化及民宿主人的精神，用以評鑑民宿否達到一定的要求，而在到達要求後給予證明。臺灣民宿為全球旅遊市場上極具魅力的旅遊商品，但是部分民宿業者為了方便並未合法經營或在合法中的模糊地帶經營，加上一些投機者以為了賺錢不擇手段，使網路上的呈現的資訊與實際民宿現場往往不符，導致民宿的素質參差不齊。為了使民宿市場獲得良好的發展，目前在臺灣有各種民宿認證被推出，其中有臺灣的交通部觀光局為扶植與促進臺灣民宿產業，遂於民國100年推出的好客民宿認證，與全球最大的檢驗集團SGS在臺灣推出的3S民宿認證。認證規模小至苗栗縣政府與花蓮縣政府也個別推出星級認證評鑑及花蓮經典民宿認證。這些認證無非就是要提升民宿品質，除了安全、乾淨與衛生外有的認證還特別強調服務的精神。目前在臺灣的認證只有SGS是屬於國際檢驗組織且為永續性的觀光認證機制，其餘都是政府單位所推行的。